# John Merricks
John Edward Merricks (* 16. Februar 1971 in Leicester; † 15. Oktober 1997 in Castiglione della Pescaia) war ein britischer Segler.

## Erfolge
John Merricks nahm an den Olympischen Spielen 1996 in Atlanta in der 470er Jolle teil. Gemeinsam mit Ian Walker belegte er den zweiten Platz hinter Jewhen Braslawez und Ihor Matwijenko und vor Hugo Rocha und Nuno Barreto. Mit einer Gesamtpunktzahl von 60 Punkten erhielten sie die Silbermedaille. Im selben Jahr belegten sie bei den Europameisterschaften den dritten Rang und wurden in Porto Alegre gemeinsam Vizeweltmeister.
Am 15. Oktober 1997 kam Merricks bei einem Verkehrsunfall ums Leben, als der Fahrer eines Land Rovers, in dem unter anderem Merricks und Walker saßen, die Kontrolle über seinen Wagen verlor.